# حزقيال بابلو ريال
حزقيال بابلو ريال (بالإسبانية: Juan Pablo Rial)‏ هو لاعب كرة قدم أرجنتيني، ولد في 17 أكتوبر 1984 في بوينس آيرس في الأرجنتين. لعب مع نادي رويال شارلروا ونادي ماراثون.

## وصلات خارجية
- حزقيال بابلو ريال على موقع قاعدة بيانات كرة القدم.إي يو (الإنجليزية)
- حزقيال بابلو ريال على موقع Soccerway.com (الإنجليزية)